# رنگ‌پور
رنگ‌پور (به لاتین: Rangpur City) یک شهر در بنگلادش است که در ناحیه رنگ‌پور واقع شده‌است.

## خصوصیات
رنگ‌پور ۶۵۰٬۰۰۰ نفر جمعیت دارد و ۳۴ متر بالاتر از سطح دریا واقع شده‌است.

## نگارخانه

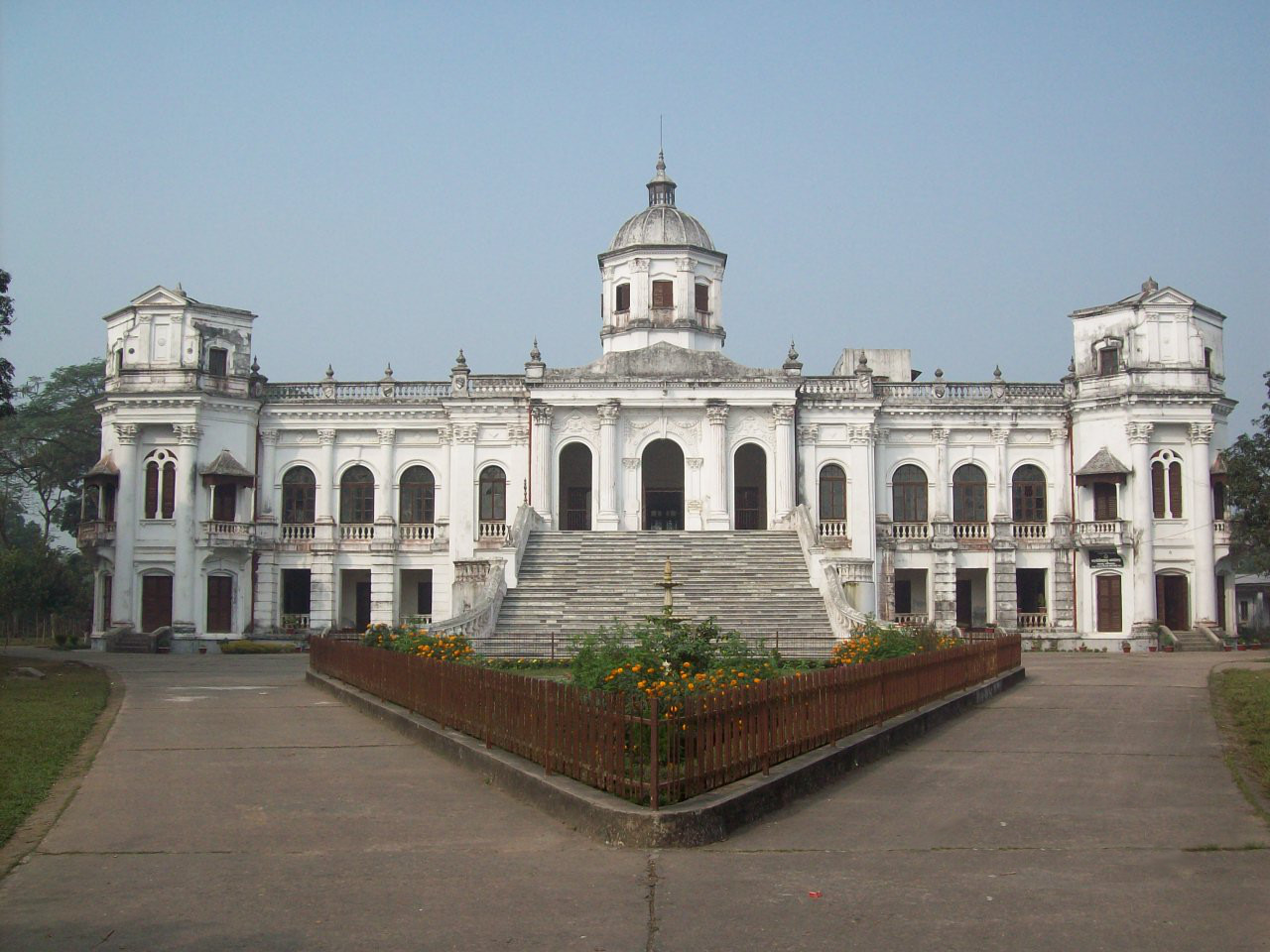
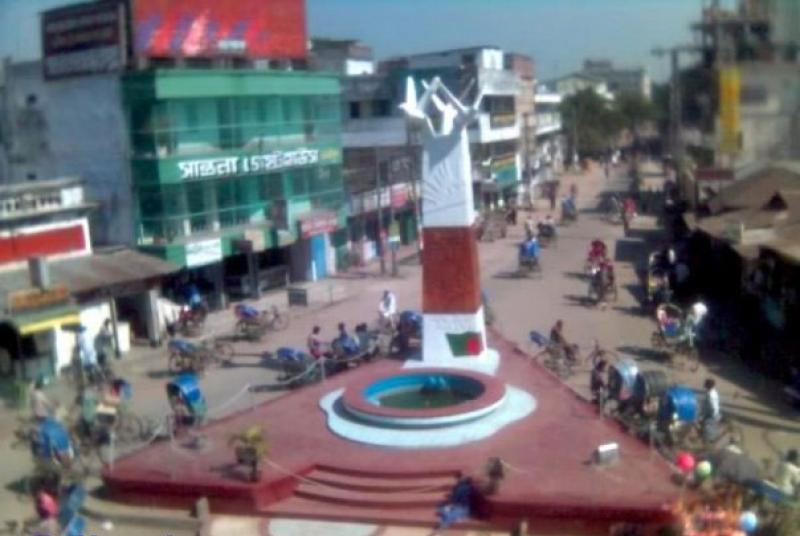
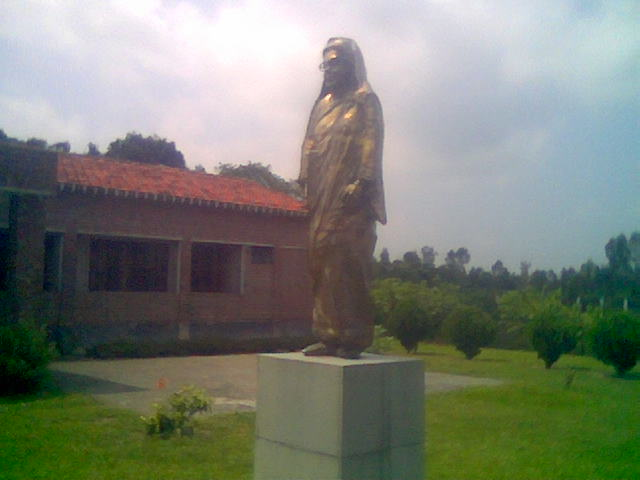
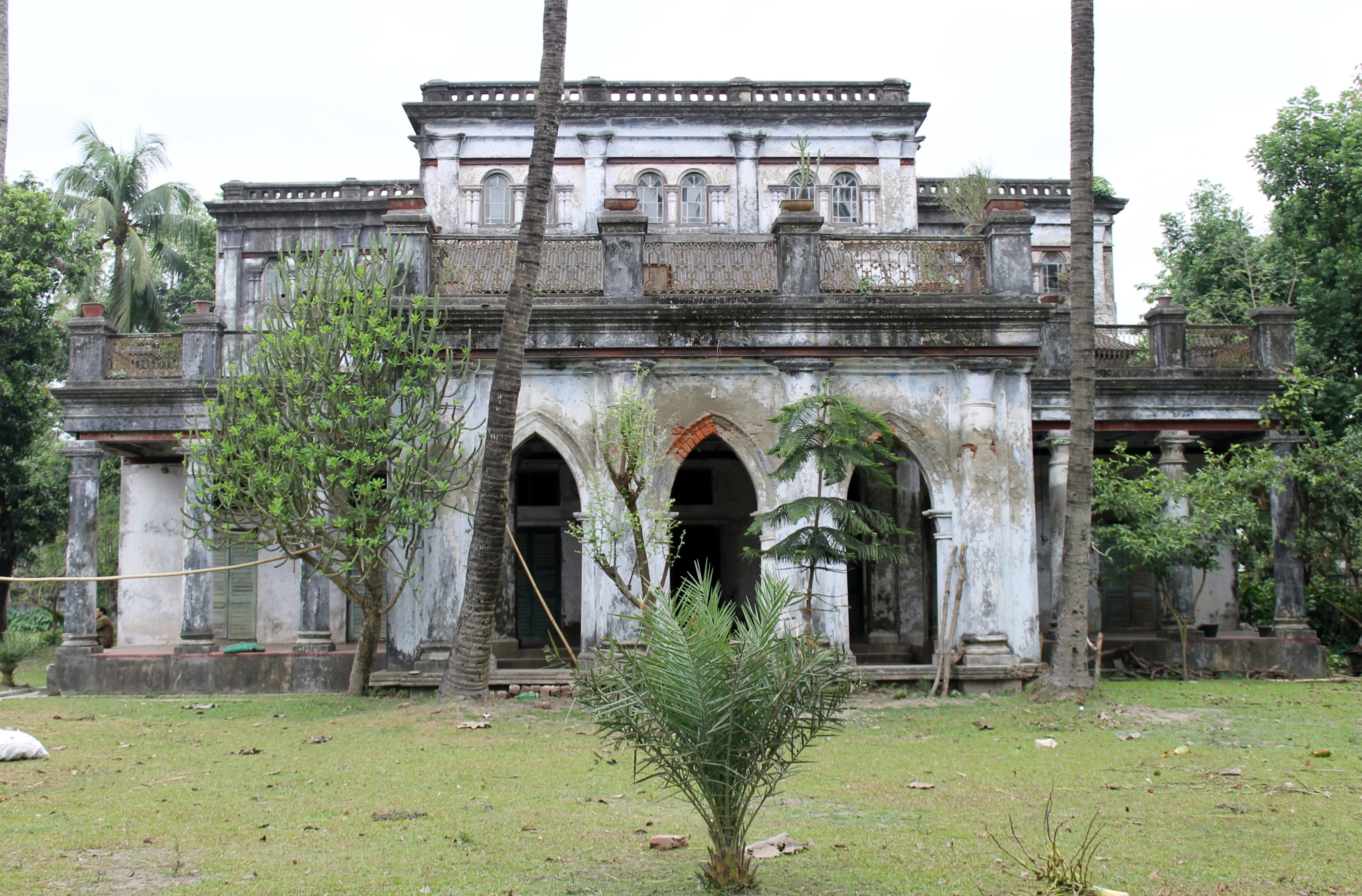